# Bruce Pavitt

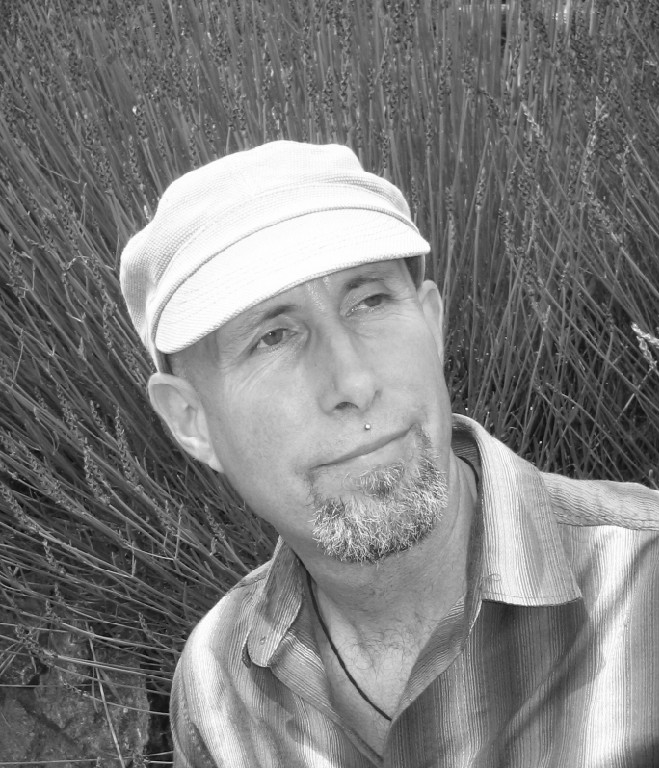
Bruce Pavitt

Bruce Pavitt (Chicago) is een oprichter van het platenlabel Sub Pop, dat bekend werd door de diverse grungebands zoals Nirvana en Soundgarden
Pavitt studeerde af met een graad in punkrock. Hij begon een fanzine met de naam Subterranean Pop in 1979 in Olympia, dat handelde over indie rockbands. Drie compilaties op Compact cassette verschenen via het fanzine. De naam werd later verkort tot Sub Pop. In 1986 trok Pavitt naar Seattle, waar hij de eerste elpee van Sub Pop uitbracht: de Sub Pop 100. In 1987 volgde een ep van Green River, Dry As a Bone. Dat jaar kwam Pavitt in contact met Jonathan Poneman met wie hij zou verder werken. Kort daarna werd de ep Screaming Life van Soundgarden uitgebracht en grunge groeide snel uit tot een heus fenomeen. Pavitt verscheen in de grungefilm Singles in 1992 en in de documentaire film Hype! in 1996. In 1996 verliet Pavitt uiteindelijk Sub Pop om meer tijd met zijn gezin door te brengen.